# Armoracia
Armoracia is een geslacht van kruidachtige planten uit de kruisbloemenfamilie (Brassicaceae).
De meest gekweekte soort is de mierik (Armoracia rusticana), die vanwege zijn scherpe smaak wordt verhandeld. Deze soort is als adventieve plant in België en Nederland te vinden.

## Naamgeving en etymologie
De botanische naam Armoracia zou de Oudgriekse benaming zijn voor de mierik; alternatief zou het kunnen afgeleid zijn van het Keltische ar (nabij), mor (zee) en rich (tegen), een allusie op het habitat van de mierik.

## Kenmerken
Armoracia-soorten zijn meerjarige, kruidachtige planten die overwinteren met een penwortel. De plant is onbehaard. De bloemstengel vertakt zich naar de boven toe en draagt zowel een wortelrozet als verspreid staande stengelbladeren. De bladeren van het wortelrozet zijn lang gesteeld, lang ovaal met een gekartelde bladrand, de hogere zijn zittend en gelobd tot veerdelig.
De bloeiwijze is een ijle schermvormige of pluimvormige tros met veel bloemen maar zonder schutbladen. De bloemen draagt vier ovale tot langwerpige kelkblaadjes en vier omgekeerd eironde witte kroonblaadjes met een korte nagel. Tussen de kroonblaadjes staan vier lange en twee kortere meeldraden met eivormige tot lijnvormige helmknoppen met stompe top. Aan de basis van de meeldraden bevinden zich nectarklieren. De stamper bestaat uit een vruchtbeginsel met acht tot twaalf zaden, een korte of geen stijl en een knopvormige of tweelobbige stempel.
De vrucht is een gesteelde, langwerpig, ovaal of ronde peul.

## Taxonomie
Het geslacht telt drie soorten. De typesoort is Armoracia rusticana.
- Armoracia macrocarpa (Waldst. & Kit.) Kit. ex Baumg.
- Armoracia rusticana G.Gaertn., B.Mey. & Scherb. – Mierik
- Armoracia sisymbrioides (DC.) N.Busch ex Ganesh

## Verspreiding en habitat
Het geslacht is verspreid over Oost-Europa, Noord-Azië en Noord-Amerika. Ze geven de voorkeur aan natte en vochtige habitats
De mierik is door de mens wereldwijd verspreid en is ook in België en Nederland een adventieve plant.
... · 
Alliaria · 
Alyssum (Schildzaad) · 
Arabidopsis · 
Arabis (Scheefkelk) · 
Armoracia · 
Aubrieta · 
Barbarea (Barbarakruid) · 
Berteroa · 
Brassica (Kool) · 
Braya · 
Bunias (Hardvrucht) · 
Cakile · 
Calepina · 
Camelina · 
Capsella (Herderstasje) · 
Cardamine (Veldkers) · 
Cochlearia (Lepelblad) · 
Coincya · 
Conringia · 
Coronopus (Varkenskers) · 
Crambe (Bolletjeskool) · 
Descurainia · 
Diplotaxis (Zandkool) · 
Draba · 
Erophila · 
Eruca · 
Erucastrum · 
Eutrema  · 
Erysimum (Steenraket) · 
Heliophila · 
Hesperis · 
Hirschfeldia · 
Hormathophilla · 
Hornungia · 
Iberis (Scheefbloem) · 
Isatis · 
Lepidium (Kruidkers) · 
Lobularia · 
Lunaria (Judaspenning) · 
Malcolmia · 
Matthiola · 
Neslia · 
Physaria · 
Pringlea · 
Ptilotrichum · 
Raphanus (Radijs) · 
Rapistrum · 
Rorippa (Waterkers) · 
Schouwia · 
Selenia · 
Sinapidendron · 
Sinapis · 
Sisymbrium (Raket) · 
Subularia · 
Teesdalia · 
Thlaspi (Boerenkers) · 
...